# Granat (satellite)
L'Osservatorio Astrofisico Internazionale Granat era un osservatorio spaziale sviluppato dall'agenzia spaziale RKA dell'Unione Sovietica in collaborazione con Francia, Danimarca e Bulgaria.
Analogamente al satellite Astron, fu basato sulla struttura delle sonde sovietiche Venera. Fu lanciato il 1º dicembre 1989 dal cosmodromo di Baikonur con un razzo vettore Proton e piazzato in un'orbita molto eccentrica (inizialmente da 2.000 a 200.000 km) con un periodo di quattro giorni, di cui tre erano dedicati alle osservazioni. Fu operativo per quasi nove anni.
Nel settembre 1994, dopo quasi cinque anni di attività osservativa, la riserva di gas per il controllo di assetto era esaurita e l'osservatorio fu posto in condizioni di non osservazione. Le trasmissioni cessarono definitivamente il 27 novembre 1998.
Il satellite pesava 4,4 tonnellate e aveva lo scopo di osservare l'universo nelle bande dei raggi X e raggi gamma.

## Strumentazione di bordo
Portava a bordo i seguenti strumenti:
- SIGMA, un telescopio di fabbricazione francese per l'osservazione a raggi gamma;[2]
- ART-P, un telescopio per osservazione a raggi X di fabbricazione sovietica;[3]
- ASR-S, uno spettrometro a raggi X di costruzione sovietica;[4]
- WATCH, quattro strumenti danesi per l'osservazione sistematica del cielo alla ricerca di nuove sorgenti di raggi X;[4]
- PHEBUS, uno strumento francese per la rilevazione di lampi gamma e sorgenti transitorie di raggi X;[5]
- KONUS-B, uno strumento sovietico per la rilevazione di fotoni e per la spettroscopia a raggi gamma;[4]
- TOURNESOL, uno strumento francese composto da due rilevatori di fotoni per osservare l'equivalente ottico di fenomeni ad alta energia in raggi X e raggi gamma.[4]

## Situazione dopo la dissoluzione dell'Unione Sovietica
Granat osservò molte sorgenti galattiche ed extragalattiche di raggi X, con particolare riguardo a pulsar, novae, possibili buchi neri e nuclei di galassie. Il satellite rimase in funzione fino al novembre 1998. Dopo la dissoluzione dell'Unione Sovietica il satellite fu ereditato dalla Russia, ma si pose il problema di reperire i fondi per il proseguimento della missione, cosa che fu risolta grazie ad un maggiore impegno finanziario della Francia.